# Scolopendra ellorensis
Scolopendra ellorensis är en mångfotingart som beskrevs av Jangi och Dass 1984. Scolopendra ellorensis ingår i släktet Scolopendra och familjen Scolopendridae. Inga underarter finns listade i Catalogue of Life.